# Willy Millowitsch
Willy Millowitsch (Keulen, 8 januari 1909 – aldaar, 20 september 1999) was een beroemd Duits toneelspeler, acteur en directeur van het Keulse Millowitsch-Theater.

## Carrière als acteur
Millowitsch kwam uit een vermaard toneelgeslacht. Zijn ouders Peter Wilhelm Millowitsch en Käthe Planck waren de eigenaren van een theater in Keulen. Al op jonge leeftijd moest Millowitsch het theater overnemen door de vroege dood van zijn vader. Hij sleepte het theater de moeilijke oorlogstijd door.
Millowitsch ontwikkelde zich tot een populaire theateracteur en wist al in de jaren 50 op televisie door te dringen. Naast een bloeiende carrière op televisie en theater had hij ook verschillende hits met beroemde schlagernummers in het Keulse dialect.
Een bomaanval tijdens de Tweede Wereldoorlog had het Millowitsch-Theater aan de Aachener Straße in Keulen minimale schade toegebracht. In die tijd was Konrad Adenauer hoofdburgemeester, die wilde dat er weer voorstellingen werden uitgevoerd vanaf oktober 1945, die tot in 1949 dagelijks plaatsvonden. Samen met zijn zus Lucy leidde Willy het theater, waar hij ook als acteur op het podium stond.
Sinds 1946 acteerde hij ook in talrijke bioscoopfilms, zoals Gesucht wird Majora (1949). Tot 1996 speelde hij mee in meer dan 125 films en tv-rollen zorgden voor extra inkomsten, gezien de fluctuerende economische successen van zijn theater. Tot de bioscoopfilms behoorden Drei Mann auf einem Pferd (1957), Zwei Herzen im Mai (1958), Scampolo (1958), Zum Teufel mit der Penne en de Hollywood-productie Hilfe, die Ami's kommen (1985), waarin hij een bijrol vervulde. Zijn bekendste tv-rol was die van commissaris Klefisch bij de tv-zender WDR van 1990 tot 1996 in zes afleveringen.
De eerste Duitse live-uitzending van het theaterstuk Etappenhasen van de dichter Karl Bunje was op 19 oktober 1953, met Willy Millowitsch in de hoofdrol. Door deze voorstelling werd zijn theater overbekend, hetgeen resulteerde in het uitzenden van talrijke blijspelen vanuit zijn theater door de tv-zenders. Het werden regelrechte successen, mede dankzij zijn podiumpartner Elsa Scholten, die sinds 1920 tot het interieur behoorde.
In het kader van de ARD-Fernsehlotterie op 14 september 1968 speelde hij de rol van de rechter dr. Kleinfisch in de komedie Die Kartenlegerin op het podium van het Ohnsorg-Theater in Hamburg.

## Carrière als schlagerzanger
Millowitsch zocht uiteindelijk ook zijn geluk als schlagerzanger. In 1960 bood het platenlabel Ariola hem een contract aan. Zijn eerste nummer was Wenn dieses Lied ein Schlager wird. Enkele maanden later volgde het nummer Heut' sind wir blau. Zijn grootste hit werd de carnavalskraker Schnaps, das war sein letztes Wort (1960), die meer dan 900.000 maal werd verkocht. In het Rheinland werd hij gezien als een van de succesvolste vertolkers van carnavalsliederen. Het lied Ich bin ene Kölsche Jung van Fritz Weber, is onlosmakelijk met zijn naam verbonden.

## Privéleven en overlijden
In 1939 trouwde Willy Millowitsch met Linny Lüttgen, maar dit huwelijk hield niet lang stand. Op 28 september 1946 trouwde hij met Gerda Feldhoff, waarmee hij vier kinderen kreeg: Katarina, Peter, Susanne en Mariele. De enige die zich niet interesseerde voor het acteren was Susanne. Peter nam in 1998 het theater over van zijn vader.
Willy Millowitsch overleed op 20 september 1999 in het Keulse St.Elisabeth ziekenhuis aan hartfalen. Hij werd bijgezet op het Melaten-kerkhof in Keulen. De dodenmis werd door bisschop dr. Friedhelm Hofmann gelezen in de Kölner Dom, wat normaal uitsluitend was voorbehouden aan kerkelijke hoogwaardigheidsbekleders. Tijdens de uitvaart speelde de toenmalige domorganist Clemens Ganz een improvisatie in mol over zijn succesvol lied Ich bin ene kölsche Jung. De uitvaart werd door de WDR live uitgezonden.

## Herdenking
De band Höhner droeg ter gelegenheid van zijn 80e verjaardag in 1989 het nummer Willy, wat wör Kölle ohne Dich op aan Millowitsch. In 1992 financierde de Keulse theaterman Harry Owens een standbeeld voor hem, dat werd opgesteld aan de Eisenmarkt. In hetzelfde jaar trad hij op als spreker en zanger bij het concert Arsch huh, Zung ussenander tegen racisme en antisemitisme. Sinds 2003 wordt jaarlijks de Willy Millowitsch-medaille uitgereikt aan personen, die zich met het Keulse dialect verdienstelijk hebben gemaakt.
Op 4 oktober 2002 werd een kleine parkeerplaats achter een hotel in de nabijheid van het Millowitsch-theater omgedoopt in Willy-Millowitsch-Platz, die echter niet de nodige aandacht kreeg. In plaats daarvan kreeg in 2013 het Gertrudenplätzchen de naam Willy-Millowitsch-Platz, waarheen op 25 april 2014 het monument van de Eisenmarkt werd verplaatst.

## Discografie

### Singles
- 1960 – Heut' sind wir blau
- 1960 – Citronella
- 1960 – Schnaps, das war sein letztes Wort
- 1961 – Das Herz von Köln
- 1961 – Die Liebe ist vergänglich
- 1965 – Ich hab' Musik so gern

## Filmografie
- 1949 – Gesucht wird Majora
- 1951 – Der Tiger Akbar
- 1952 – Der fröhliche Weinberg
- 1955 – Unternehmen Schlafsack
- 1955 – Zwei blaue Augen
- 1957 – Drei Mann auf einem Pferd
- 1957 – Schön ist die Welt
- 1957 – Zwei Herzen im Mai
- 1958 – Scampolo (met Romy Schneider)
- 1958 – Die Landärztin
- 1958 – Liebe, Mädchen und Soldaten
- 1958 – Vater, Mutter und neun Kinder
- 1959 – Alle Tage ist kein Sonntag
- 1959 – Laß mich am Sonntag nicht allein
- 1959 – Schneider Wibbel
- 1960 – Der wahre Jakob
- 1960 – Willy, der Privatdetektiv
- 1961 – Der Hochtourist
- 1961 – Robert und Bertram
- 1961 – Die Fledermaus
- 1962 – Dicke Luft
- 1962 – Der Zigeunerbaron
- 1964 – Die drei Scheinheiligen
- 1967 – Heubodengeflüster
- 1967 – Herrliche Zeiten im Spessart
- 1968 – Paradies der flotten Sünder
- 1968 – Otto ist auf Frauen scharf
- 1968 – Die Lümmel von der ersten Bank – Zum Teufel mit der Penne
- 1968 – Frau Wirtin hat auch einen Grafen
- 1969 – Klassenkeile – (Pauker werden ist nicht schwer – Schüler sein dagegen sehr)
- 1969 – Charley's Onkel
- 1969 – Warum hab’ ich bloß 2× ja gesagt?
- 1969 – Frau Wirtin bläst auch gern Trompete
- 1972 – Die lustigen Vier von der Tankstelle
- 1973 – Unsere Tante ist das Letzte
- 1973 – Alter Kahn und junge Liebe
- 1975 – Der Geheimnisträger
- 1982 – Ein dicker Hund
- 1983 – Die wilden Fünfziger
- 1985 – Hilfe, die Amis kommen (National Lampoon's European Vacation) (met Chevy Chase)

## Theateropnamen voor televisie (selectie)
- 1953 – Der Etappenhase
- 1954 – Das Glücksmädel
- 1955 – Der verkaufte Großvater
- 1958 – Die Spanische Fliege
- 1961 – Im Nachtjackenviertel
- 1962 – Tante Jutta aus Kalkutta
- 1965 – Drei kölsche Jungen
- 1966 – Der Raub der Sabinerinnen
- 1967 – Der kühne Schwimmer
- 1968 – Der Meisterboxer
- 1968 – Die Kartenlegerin
- 1968 – Pension Schöller
- 1975 – Im Nachtjackenviertel
- 1978 – Das Geld liegt auf der Bank
- 1979 – Der Maulkorb
- 1981 – Der keusche Lebemann
- 1985 – Adel verpflichtet zu nichts
- 1987 – Das Mädchen aus dem Fahrstuhl
- 1990 – Tante Jutta aus Kalkutta
- 1991 – Pizza Colonia
- 1992 – Der blaue Heinrich
- 1993 – Pension Schöller

## Televisiefilms en -series (selectie)
- 1965–1970: Donaugeschichten
- 1971: Glückspilze
- 1971–1973: Hei-Wi-Tip-Top
- 1985: … Erbin sein – dagegen sehr
- 1986: Geschichten aus der Heimat – Eine Nacht im Paradies (televisieserie)
- 1990: Heidi und Erni
- 1990–1996: Kommissar Klefisch
- 1989 – Kommissar Klefisch – Ein Fall für Onkel
- 1991 – Kommissar Klefisch – Dienstvergehen
- 1992 – Kommissar Klefisch – Ein unbekannter Zeuge
- 1993 – Kommissar Klefisch – Tod am Meer
- 1995 – Kommissar Klefisch – Klefischs schwerster Fall
- 1996 – Kommissar Klefisch – Vorbei ist vorbei

## Theaterstukken (selectie van grote successen; premièredatum)
- Das Glücksmädel (19 oktober 1945, 15. Mai 1954, 1984)
- Der Etappenhase (27 oktober 1953, 1956, 1969, 1989)
- Drei kölsche Jungen (17 januari 1954, 1959, 1965 und 1980)
- Et fussig Julche (Prinzess Wäscherin: Die rote Jule) (1954, 1963, 1978)
- Die Zwangseinweisung (1954)
- Der blaue Heinrich (1955, 9 juli 1960, 1983, 1992)
- Der verkaufte Großvater (1955)
- Pension Schöller (1956, 1968, 1993)
- Die spanische Fliege (16 augustus 1958)
- Der keusche Lebemann (3 mei 1959, 1981, 1992)
- Der müde Theodor (1959, 19 mei 1979)
- Mädchen aus der Spitzengasse (1959)
- Schneider Wibbel (13 juni 1959)
- Der kühne Schwimmer (1960, 1967)
- Der Meisterboxer (20 februari 1960, 1968)
- Im Nachtjackenviertel (11 maart 1961, 1975)
- Tante Jutta aus Kalkutta (24 maart 1962, 1990)
- Die drei Scheinheiligen (4 september 1964)
- Paris ist eine Reise wert (20 oktober 1966)
- Der doppelte Moritz (1966, 1977)
- Der ungläubige Thomas (3 mei 1967)
- Paradies der flotten Sünder (19 april 1968)
- Zufall, alles Zufall oder Die vertagte Hochzeitsnacht (1972, 1987)
- Das Geld liegt auf der Bank (1978)
- Das Liebesverbot (22 september 1984)
- Adel verpflichtet zu nichts (1985)
- Das Mädchen aus dem Fahrstuhl (1987)
- Die Prinzessin vom Nil (1987)
- Die schwebende Jungfrau (1988)
- Der wahre Jakob (1988)
- Bei uns im Viertel (1989)
- Der Raub der Sabinerinnen (1991)

## Onderscheidingen
- 1961 – de gouden Bravo Otto
- 1962 – de zilveren Bravo Otto
- 1983 – Televisieprijs Telestar van de tv-zender WDR
- 1984 – Bundesverdienstkreuz
- 1989 – Ereburgerschap van de stad Keulen
- 1990 – Bambi
- 1992 – Bambi
- 1994 – de gouden Willi-Ostermann-Medaille (hoogste onderscheiding van de Kölner Karneval)
- 1994 – de Bayerischer Fernsehpreis (Ereprijs van de Beierse minister-president)